# Albert Lozeau
Albert Lozeau (23 juin 1878 - 24 mars 1924) est un poète canadien-français.

## Biographie
Albert Lozeau est l'aîné d'une famille de 11 enfants, dont 7 survivront à la petite enfance. Son père poursuit une carrière honorable de fonctionnaire à la Cour supérieure. Lozeau, immobilisé par la maladie, passera à peu près toute son existence, soigné par sa mère, dans le village de Saint-Jean-Baptiste, au nord du square Saint-Louis (maintenant au cœur de Montréal), là où ses parents se sont installés peu après leur mariage, en 1877.
Lozeau entre à l'académie Saint-Jean-Baptiste, à Montréal, en 1886. En 1892, se manifestent les premières atteintes de la maladie qui marquera sa vie : progressivement, il se retrouve paralysé par le mal de Pott, soit l'arthrite tuberculeuse de la colonne vertébrale. De 1896 à 1904, il est confiné à son lit, recroquevillé par la maladie. C'est ainsi qu'il écrira ses premiers poèmes, sur une planchette posée sur ses genoux : « Je suis resté neuf ans les pieds à la même hauteur que la tête : ça m'a enseigné l'humilité. J'ai rimé pour tuer le temps, qui me tuait par revanche », écrira-t-il dans une lettre citée dans la préface de son premier recueil.
En 1907, par l'entremise du critique français Charles ab der Halden, il publie, à Paris et à Montréal, un premier recueil de poèmes intitulé l'Âme solitaire. La critique est excellente, le livre s'envole à un point tel qu'une seconde édition paraît en 1908. On découvre, au Québec, une poésie nouvelle par sa revendication de la subjectivité et par ses recherches rythmiques. Ses thèmes préférés étaient l'amour, la solitude et la nature.
Émotif, solitaire et nostalgique, il a écrit des vers mélancoliques sur la nature, ce qui lui vaudra d'être inclus dans la littérature du terroir. Il était membre de l'École littéraire de Montréal.
Décédé en 1924, il a été enterré au Cimetière Notre-Dame-des-Neiges, à Montréal. Il a été réédité par Pierre Nepveu en 2002.
Le fonds d'archives d'Albert Lozeau est conservé au centre d'archives de Montréal de Bibliothèque et Archives nationales du Québec.

## Ouvrages publiés
- L'âme solitaire, 1907
- Billets du soir, 1911
- Le miroir des jours, 1912
- Lauriers et feuilles d'érable, 1916
- La Chanson du passant : études littéraires, 1916
- La Jonchée nouvelle, 1918
- Poésies complètes, 1925
- Images du pays, 1926
- Quand il neige sur mon pays, 1952
- Intimité et autres poèmes, 1997
- Œuvres poétiques complètes, 2002

## Prix et distinctions
- Membre de la Société royale du Canada, 1911
- Officier d'Académie du gouvernement français, 1912

## Hommages

### Noms de rue
- Rue Albert-Lozeau dans la Ville de Sainte-Julie dans la MRC de Marguerite-D'Youville en Montérégie.
- Rue Albert-Lozeau de l'arrondissement Sainte-Foy–Sillery de la ville de Québec, nommée en 1948.
- Rue Albert-Lozeau de l'arrondissement Desjardins (arrondissement) de la ville de Lévis, nommée en 2003.

### Chansons
- Les paroles de la chanson Déluge blanc, du groupe de black metal québécois Forteresse, sont directement reprises du poème d'Albert Lozeau du même nom.
- Akitsa a également reprit le poème La Voix Brutale pour en faire la dernière pièce de l'album Au crépuscule de l'espérance.